# Islas del Puerto
Las islas del Puerto (en inglés: Harbour Islands) forman parte de las islas Malvinas. Se encuentran cerca del extremo sureste de Lafonia, en la isla Soledad, en la bahía de los Abrigos. Se localiza junto a las islas Fanny, al norte de la punta del Toro y al sur de la isla Rebaño, cerca de la Rada Fanny. Posee tres islas, la cual la más pequeña y alejada se denomina Pequeña Isla del Puerto (Little Harbour Island).